# Achmore (Lewis)
Achmore (Schots Gaelic: An t-Acha Mòr) is een klein dorp op het eiland Lewis, een deel van de Buiten-Hebriden. Het dorp ligt 15 kilometer van Stornoway aan de A858 en is het enige op Lewis dat niet aan de kust is gelegen. Het dorp is bekend om een steencirkel van circa 3000 voor Christus. Deze cirkel is ontdekt in 1981.
Boven Achmore torent de heuvel Eitsal, waar zendmasten voor radio, TV en mobiele telefonie staan. 
In het dorp is een kerkje van de Free Presbyterian Church of Scotland. 

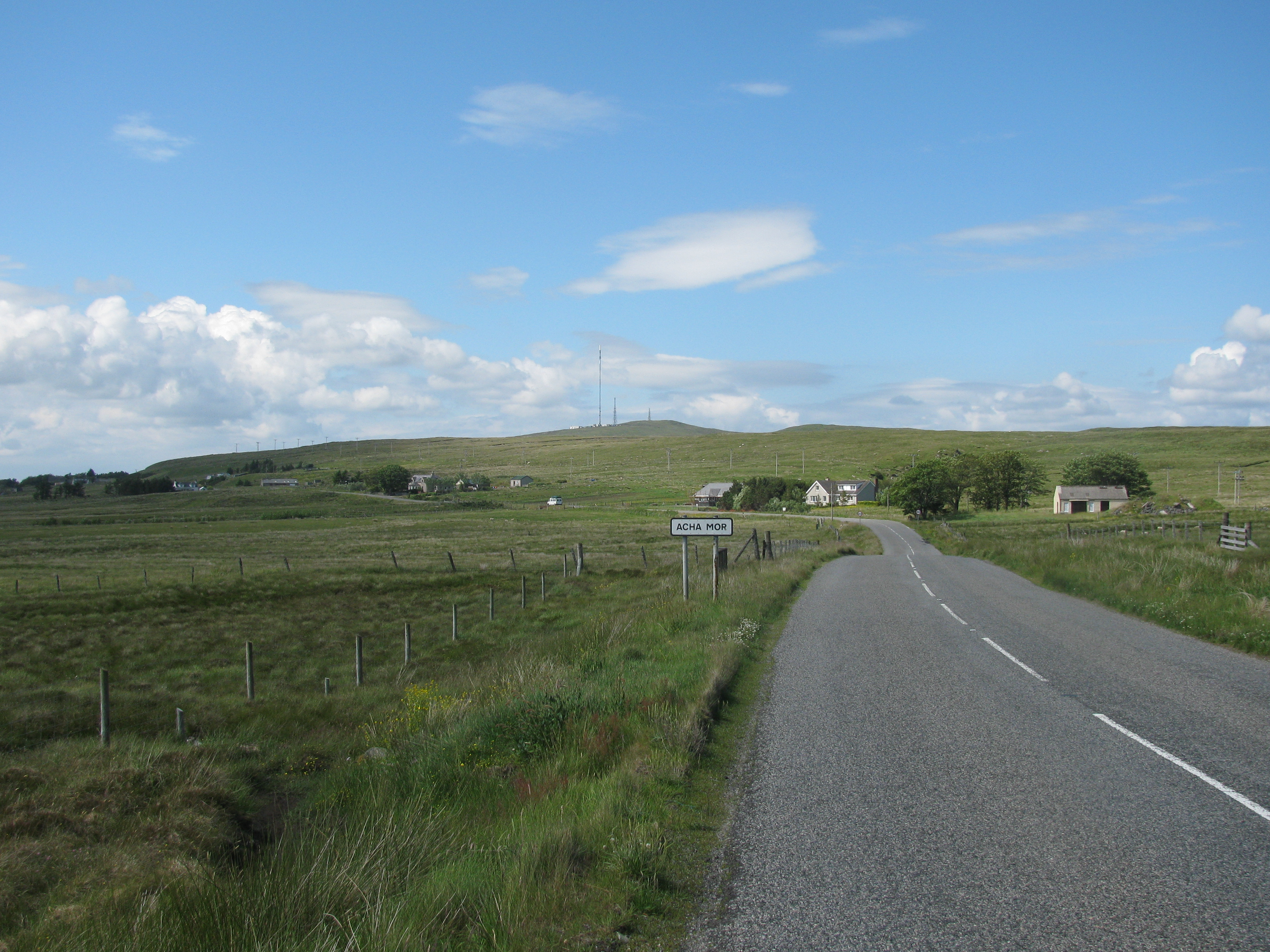
Gezicht op het dorp vanaf de hoofdweg